# Monumento de Ipiranga
El Monumento a la Independencia de Brasil, también llamado el Monumento de Ipiranga o Altar de la Patria (en portugués Monumento à independência do Brasil, Monumento do Ipiranga y Altar da Pátria), es un conjunto de esculturas en granito y bronce. Se levanta en el Parque de la Independencia en São Paulo, a orillas del Riacho Ipiranga, en el sitio histórico donde  Don Pedro I proclamó la independencia del país el 7 de septiembre de 1822. Su construcción se inició en 1884 y finalizó en 1926 aunque fue inaugurado como parte de las celebraciones por el centenario de la independencia, en 1922.
Manfredo Manfredi fue el responsable de la arquitectura del Altar de la Patria y quien escupió fue Ettore Ximenes, ambos italianos que trabajaron en conjunto. Es parte del conjunto arquitectónico del Parque de la Independencia formado por el monumento, el Museo Paulista y la Casa do Grito.

## El Monumento
El monumento está formado por un conjunto de esculturas en granito y bronce representando tres esferas del poder ejecutivo (federal, estadual y municipal).
En su parte lateral izquierda, hay una estatua que representa la Inconfidência Mineira (liderados por Tiradentes), que ocurrió en 1789, en el lado derecho hay otra que exibe a los Revolucionarios Pernambucanos de 1817. En el área central del monumento hay una interpretación de la famosa obra del pintor Pedro Américo Independência ou Morte que recrea el  grito de independencia. En 1952 se inauguró una fogata con una llama simbólica.
En el sótano del monumento se encuentra la capilla imperial donde descansan los restos mortales de Pedro I, María Leopoldina y Amelia de Leuchtenberg, también hay exposición de objetos relacionados con la independencia de Brasil y detalles de la familia imperial.

## Cripta Imperial
Con el objetivo de albergar los restos de la Familia Imperial, la capilla fue construida en 1953 en un espacio vacío existente en el subsuelo del monumento. Al año siguiente se depositaron en él los restos de la emperatriz Leopoldina desde Río de Janeiro durante la celebración del cuarto centenario de la ciudad de São Paulo. En 1972, los del emperador Don Pedro I desde el Panteón de los Braganza, en el  Convento de São Vicente de Fora, Lisboa, en 1972, durante las celebraciones de los ciento cincuenta años de la independencia de Brasil. Finalmente, en 1984, los de la emperatriz Doña Amélia desde el Panteón de los Braganza. En el 2000 se proyectó por el Departamento de Patrimonio Histórico (DPH) un acceso al interior del monumento donde está la cripta en la que yacen los restos mortales también conocida como "Capilla Imperial". Tanto la cripta como el monumento son administrados por la Secretaria Municipal de Cultura de São Paulo, por el Museo de la ciudad de São Paulo y por el Departamento de Patrimonio Histórico.

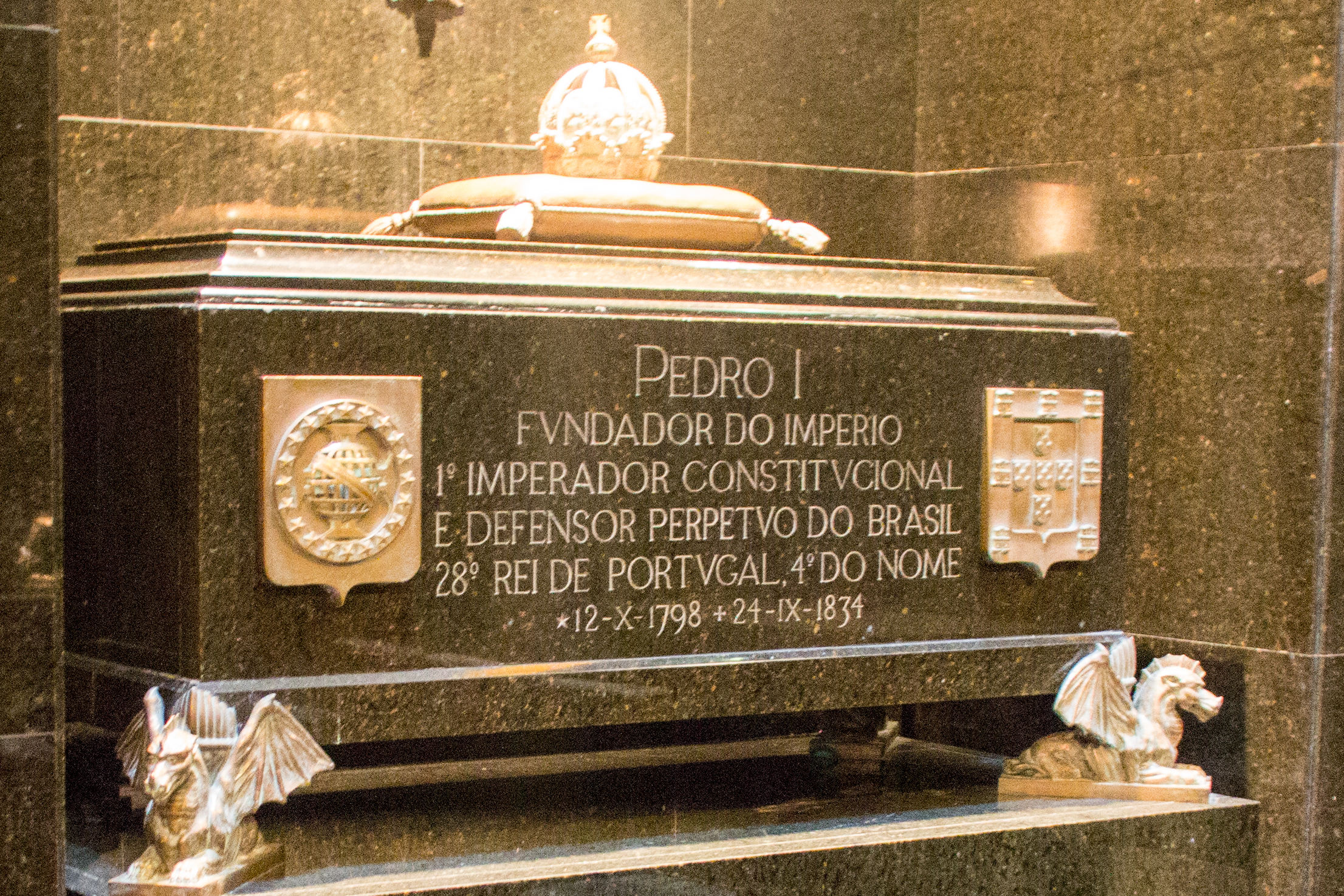
Tumba de Don Pedro I
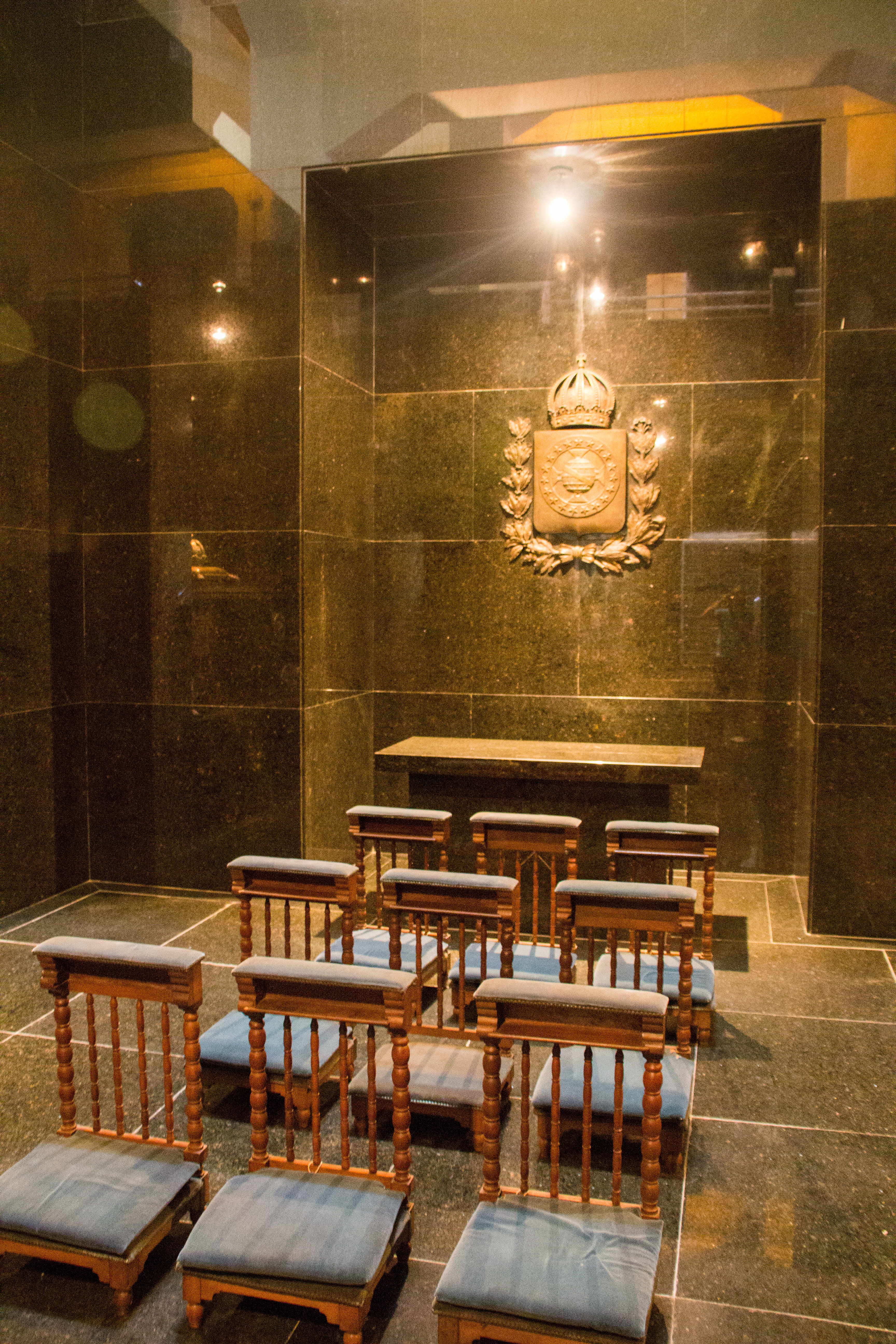
Vista de la capilla, entre ambas tumbas
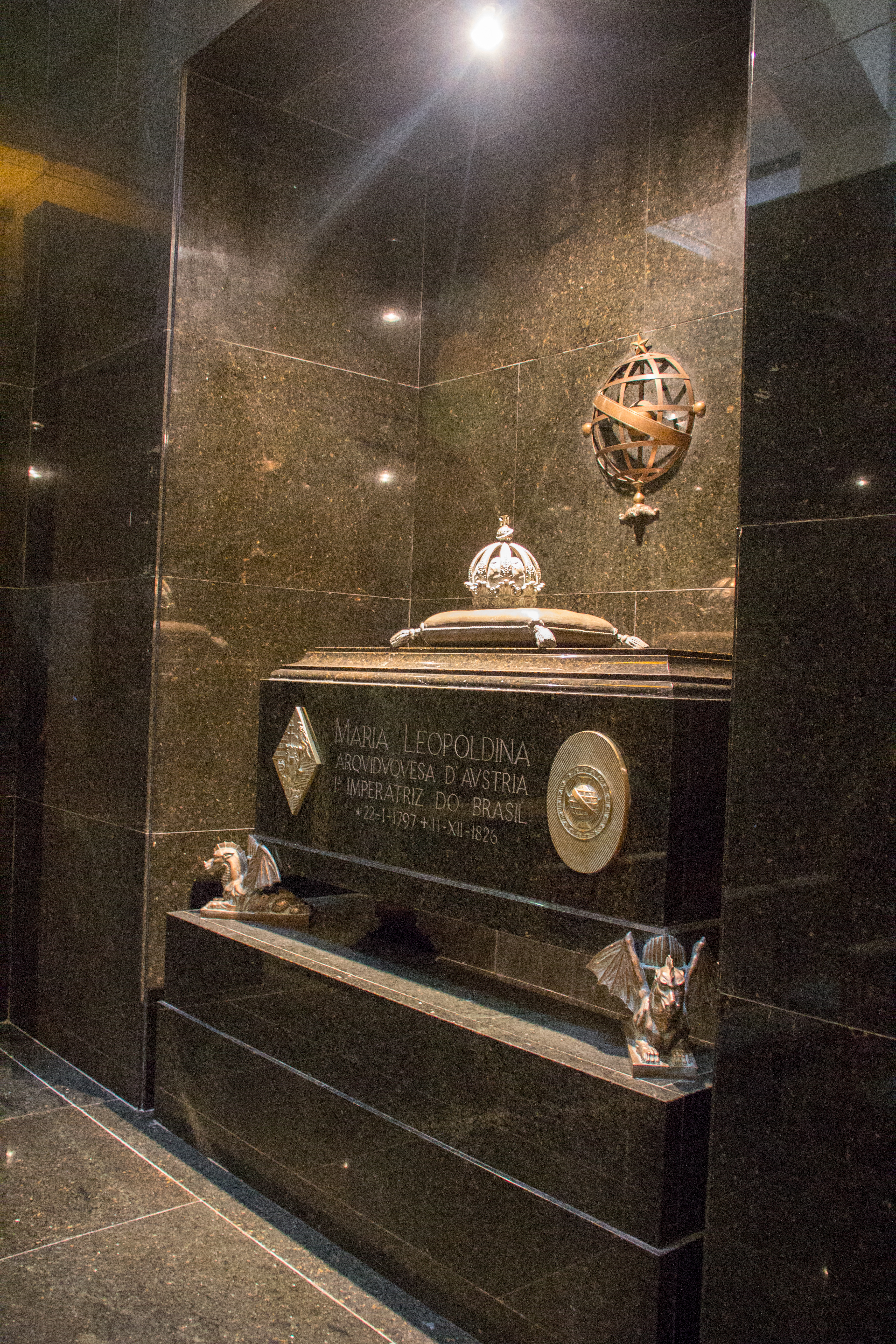
Tumba de Doña María Leopoldina

## Galería de imágenes

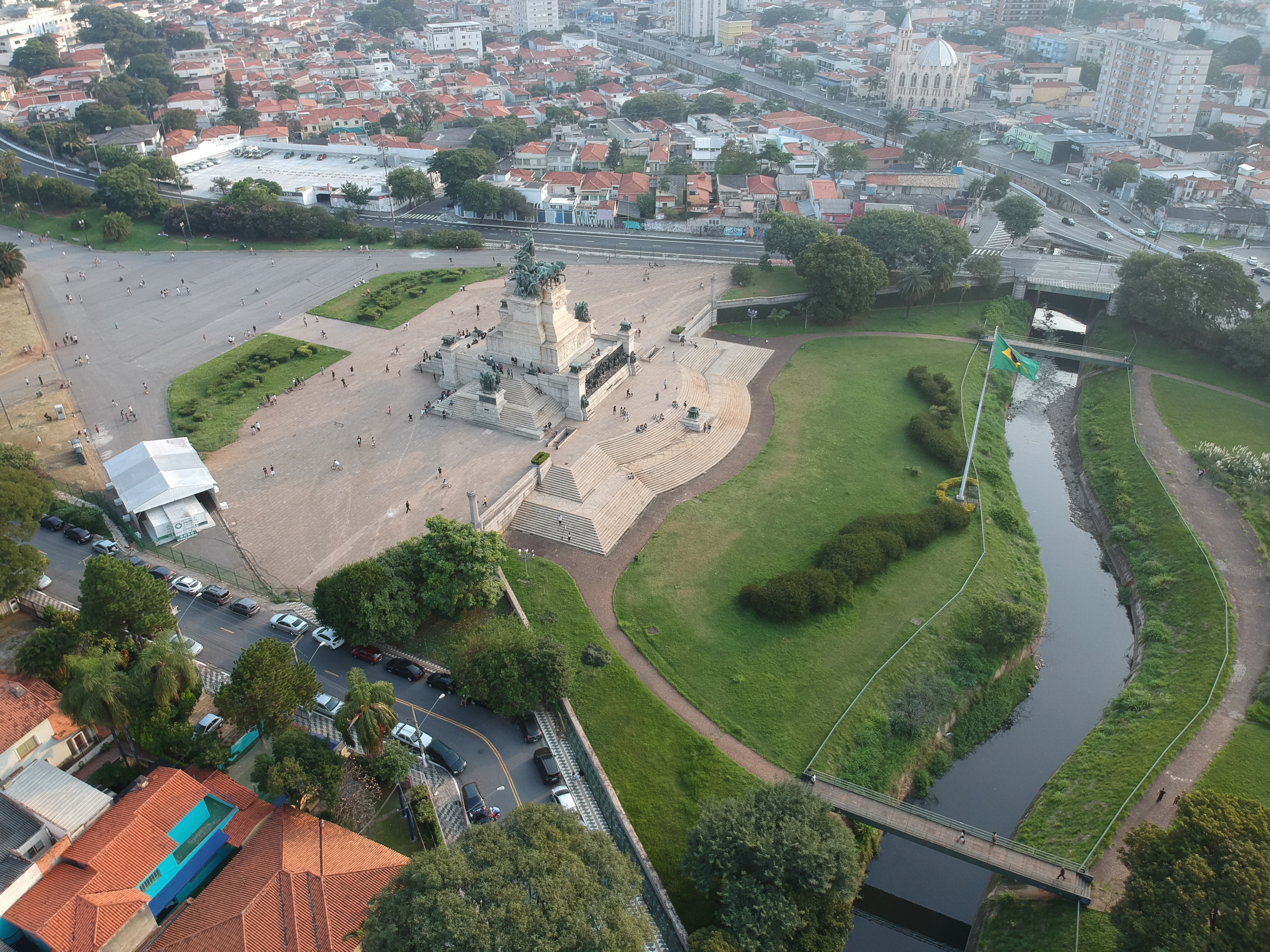
Monumento visto desde el aire, a orillas del riacho Ipiranga
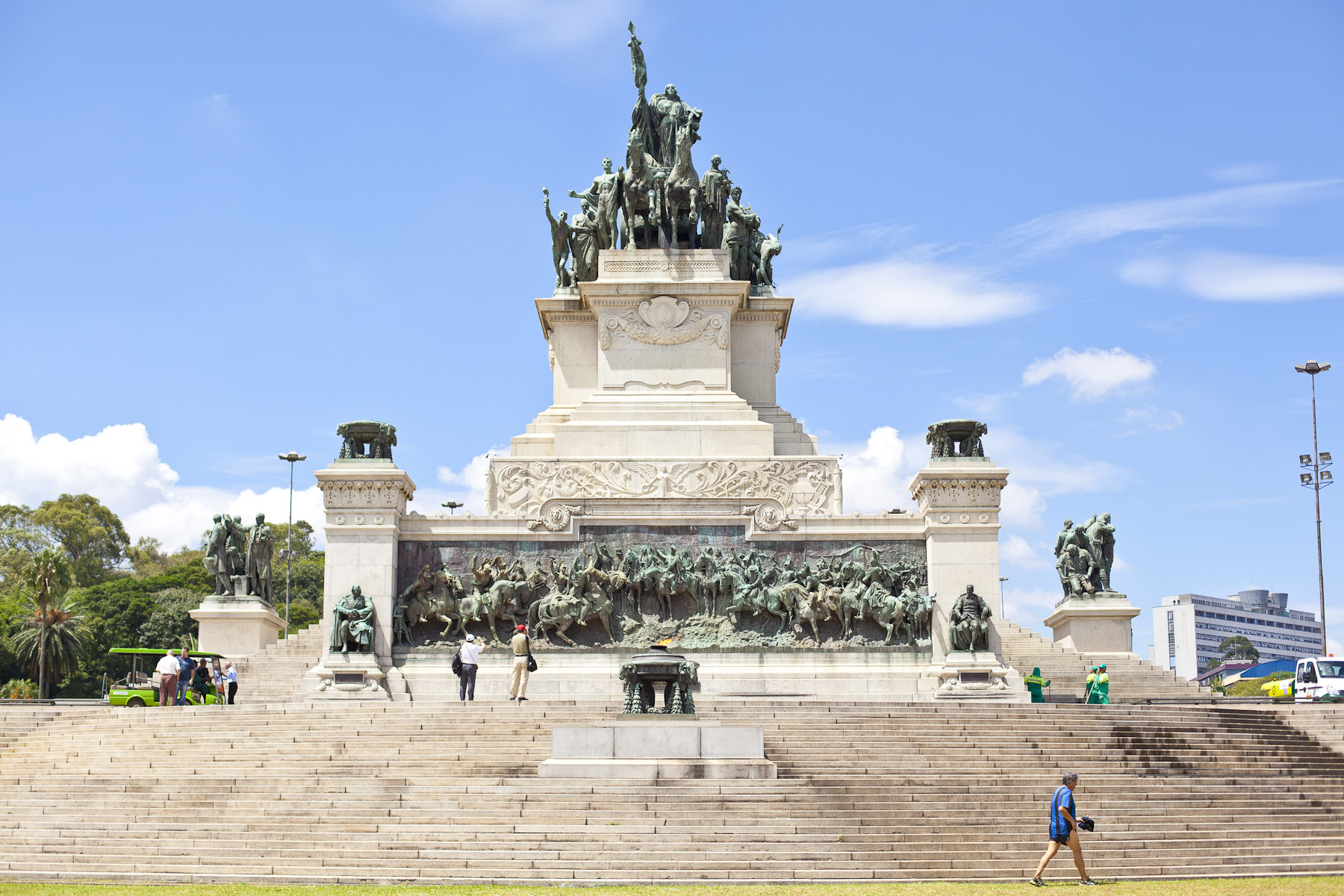
Parte frontal del monumento
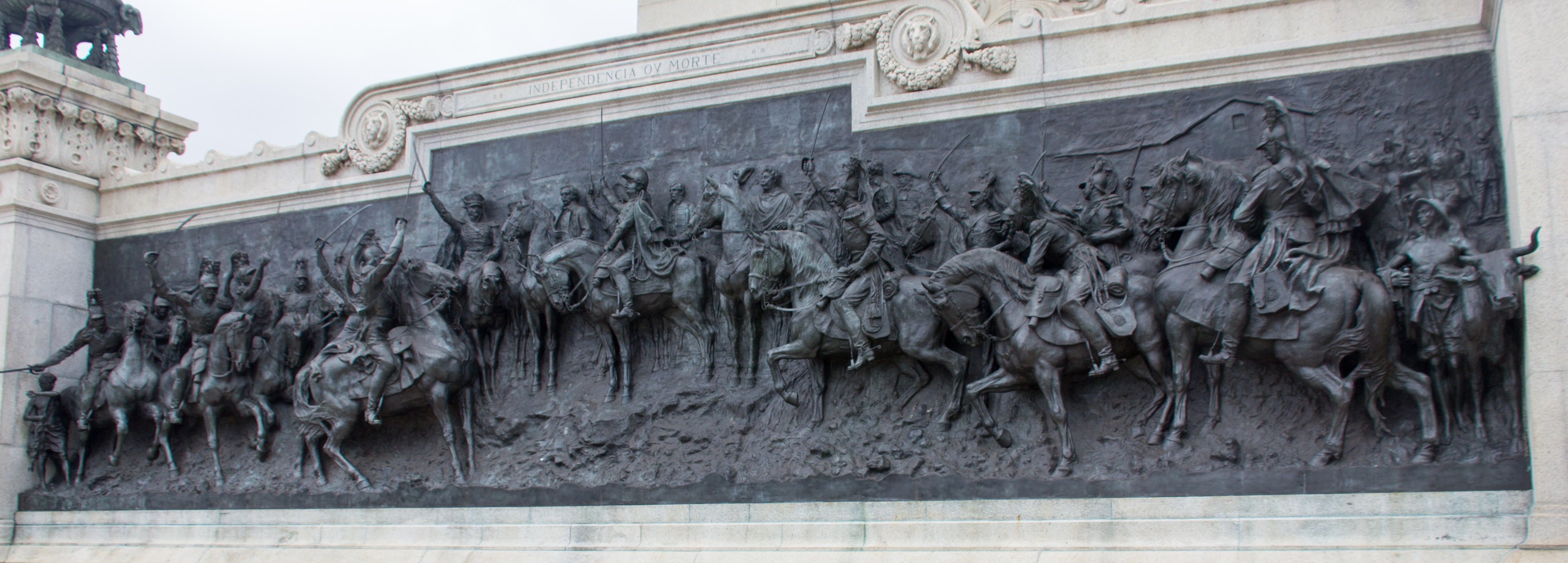
Bajorrelieve Independência ou Morte ("Independencia o muerte")
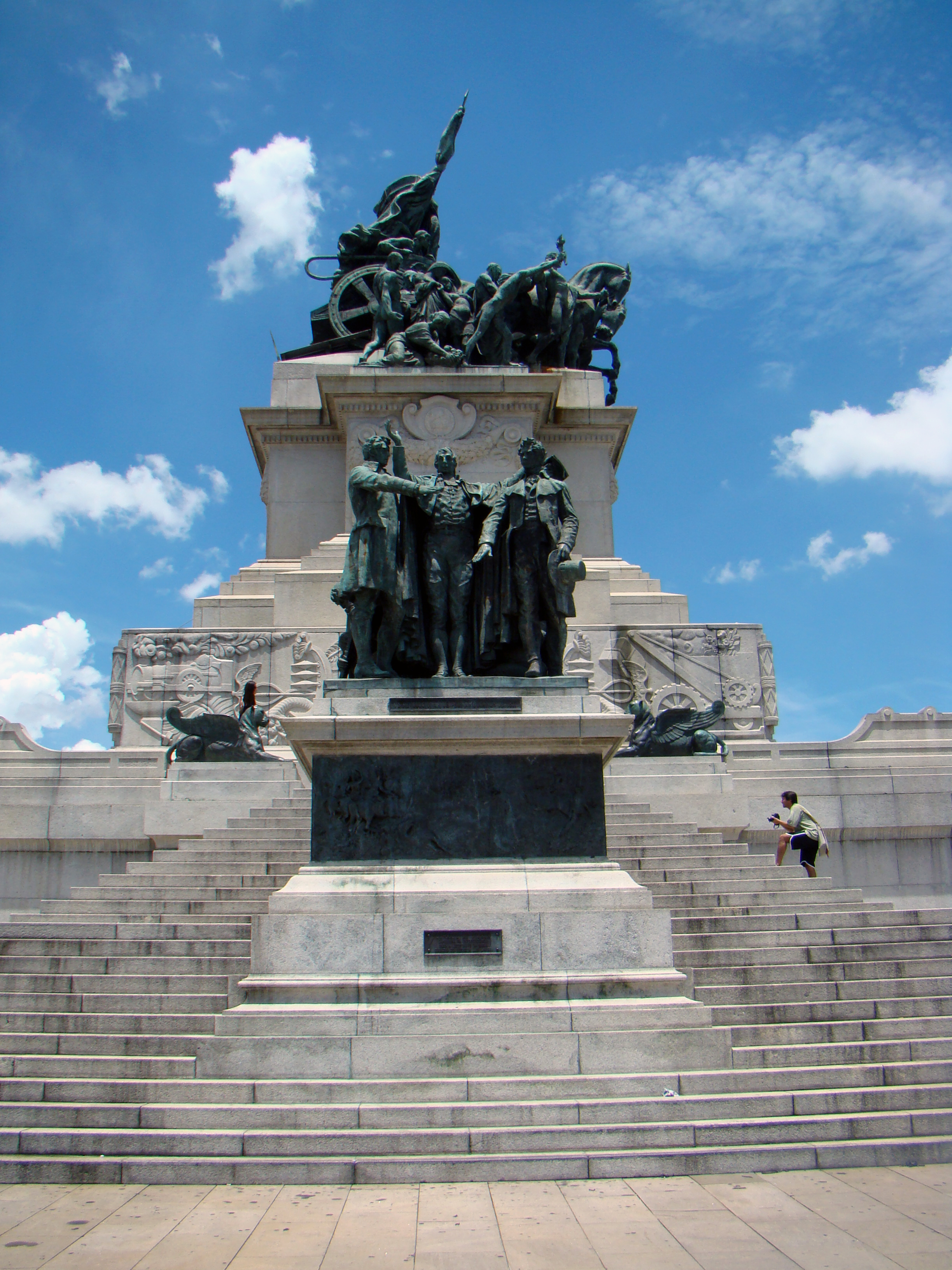
Lateral derecha; los Revolucionarios pernambucanos de 1817
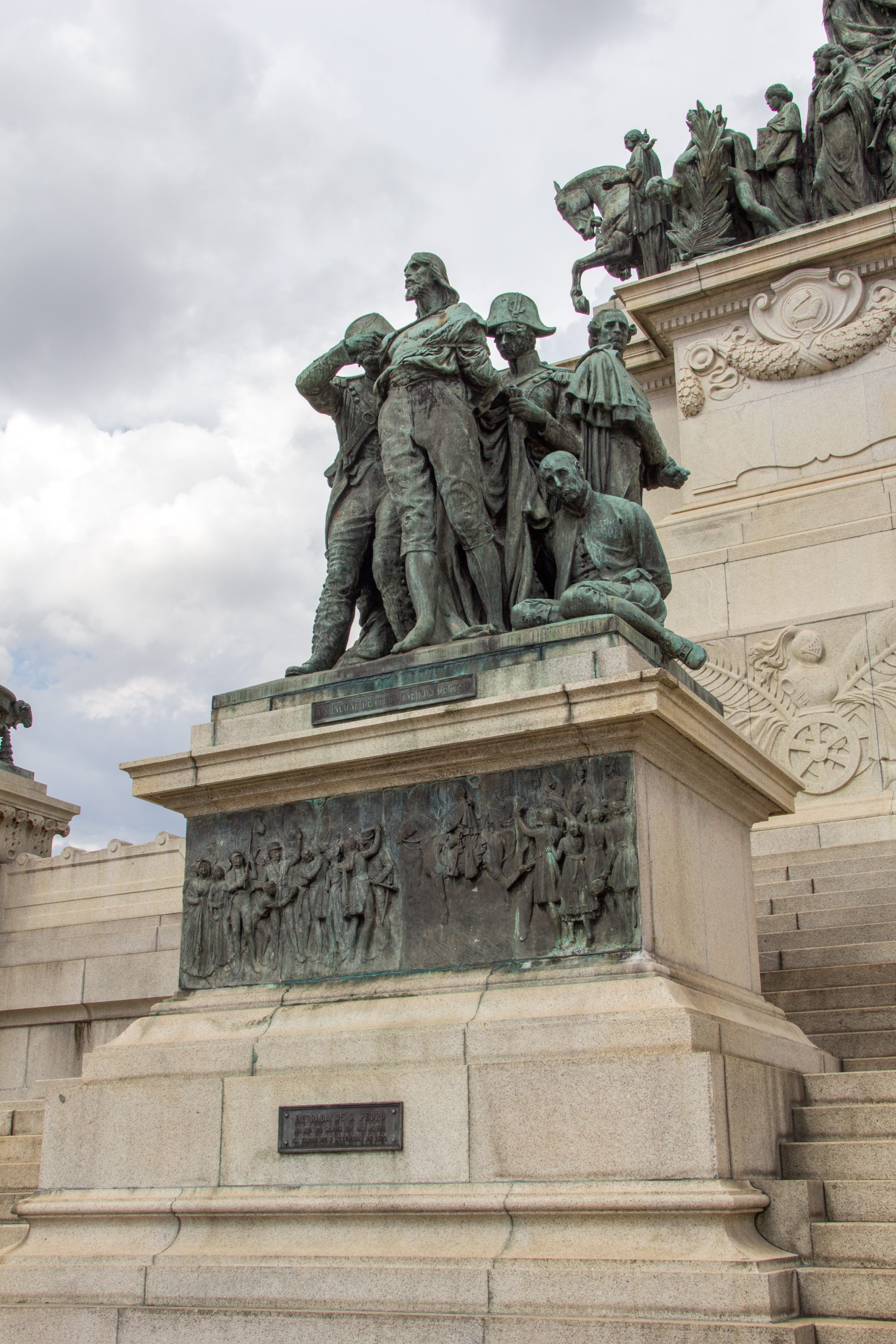
Lateral izquierda; los Conspiradores mineros de 1789
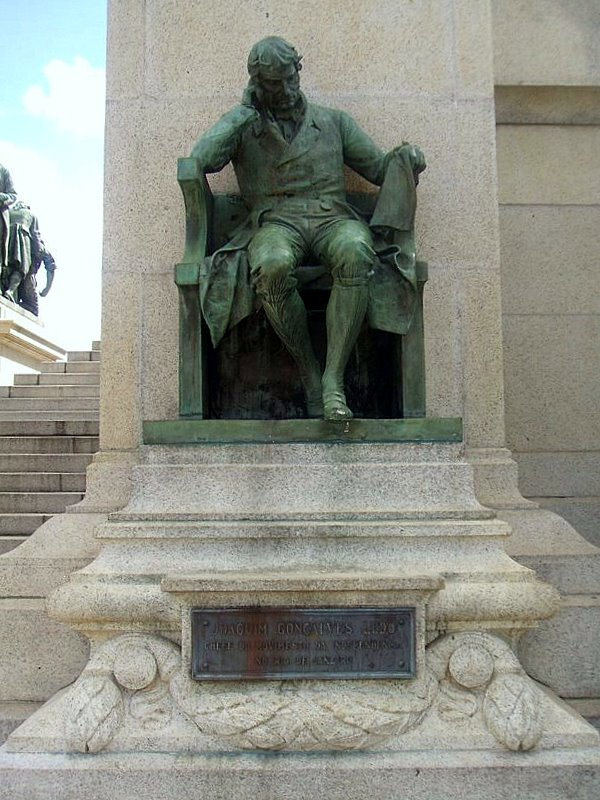
Joaquim Gonçalves Ledo, líder independentista de Río de Janeiro
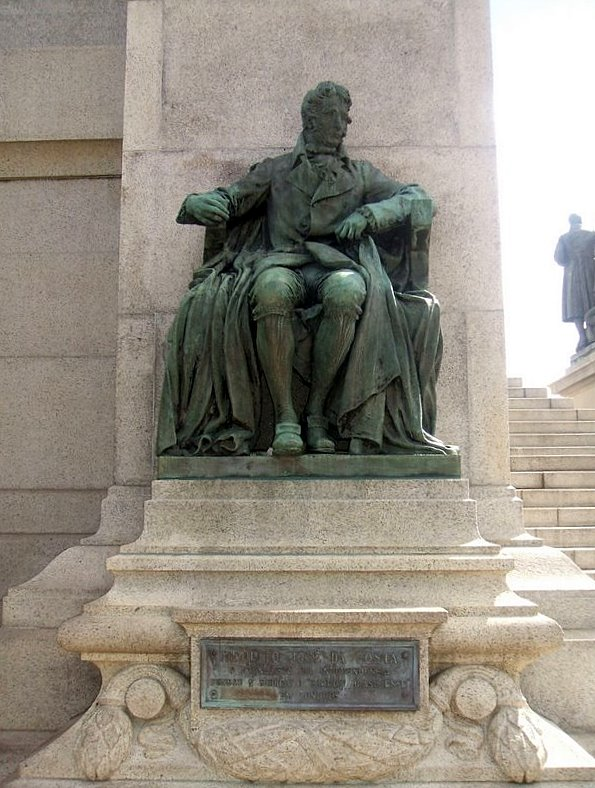
Hipólito da Costa, "padre de la prensa brasileña"
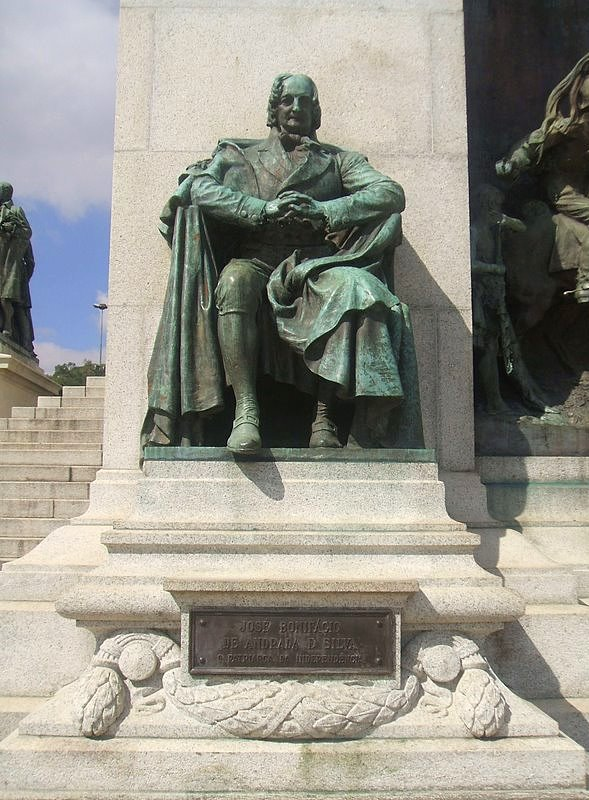
José Bonifácio, "Patriarca de la Independencia"
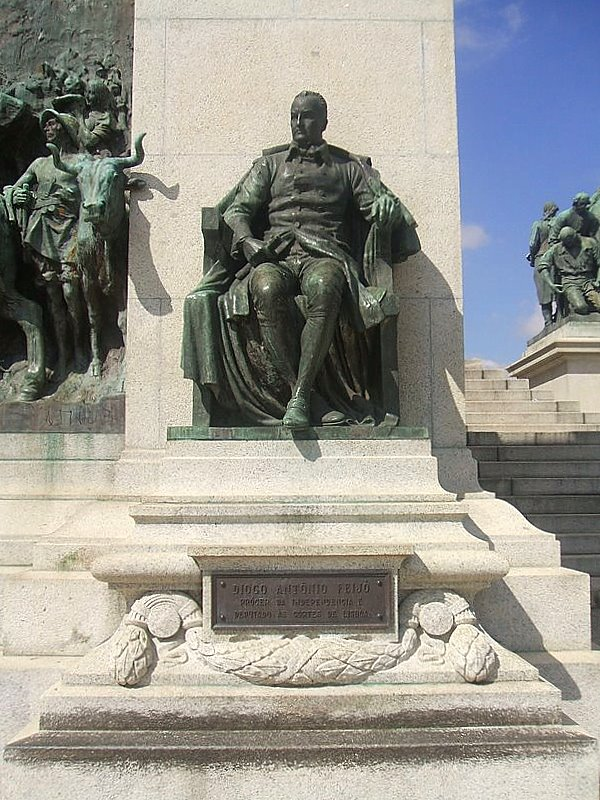
Diogo Antônio Feijó, regente del Imperio